# Bering-Nunatak
Der Bering-Nunatak ist ein 1450 m hoher Nunatak im westantarktischen Ellsworthland. Er ragt ostsüdöstlich des Mount Carrara in den Sky-Hi-Nunatakkern auf.
Das Advisory Committee on Antarctic Names benannte ihn nach dem US-amerikanischen Physiker Edgar A. Bering von der University of Houston, der zwischen 1980 und 1981 Untersuchungen zur Hochatmosphäre auf der Siple-Station durchführte.